# BMW 3 Серії (E21)
BMW E21 — прямий нащадок спорт-седанів BMW New Class і родоначальник третьої серії. Закладена в цій моделі ідеологія «третьої серії» залишалася в цілому незмінною аж до початку 90-х років. Випуск моделі було розпочато 2 травня 1975 року (США — в 1977 році). Завершено — в 1983 році. Машина прийшла на зміну BMW 2002 і випускалася у вигляді дводверного седана. Існував малосерійний варіант кабріолета, розроблений кузовним ательє Baur.
В 1979 році модель модернізували.
Всього було вироблено 1 544 961 автомобілів 3-серії E21.

## Опис

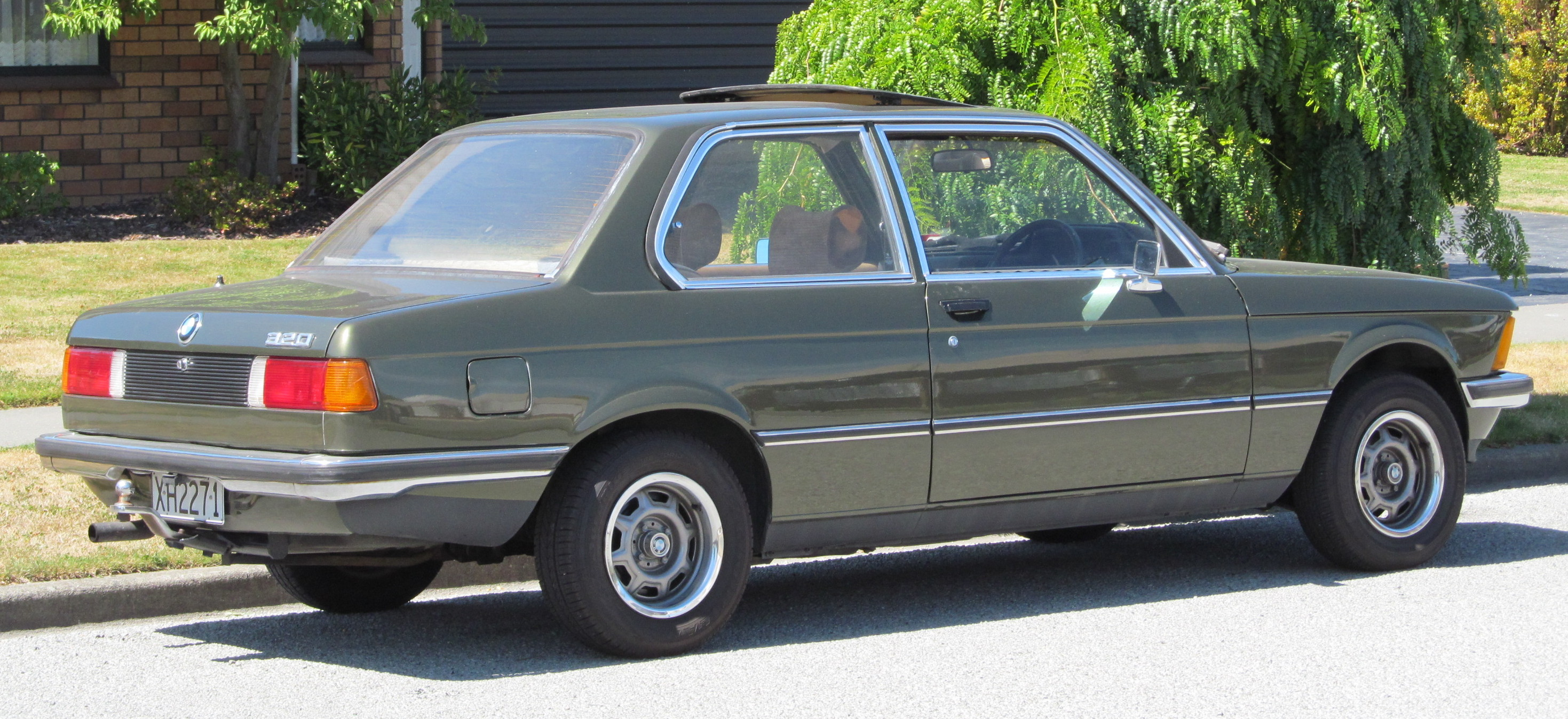
BMW 320 (E21)

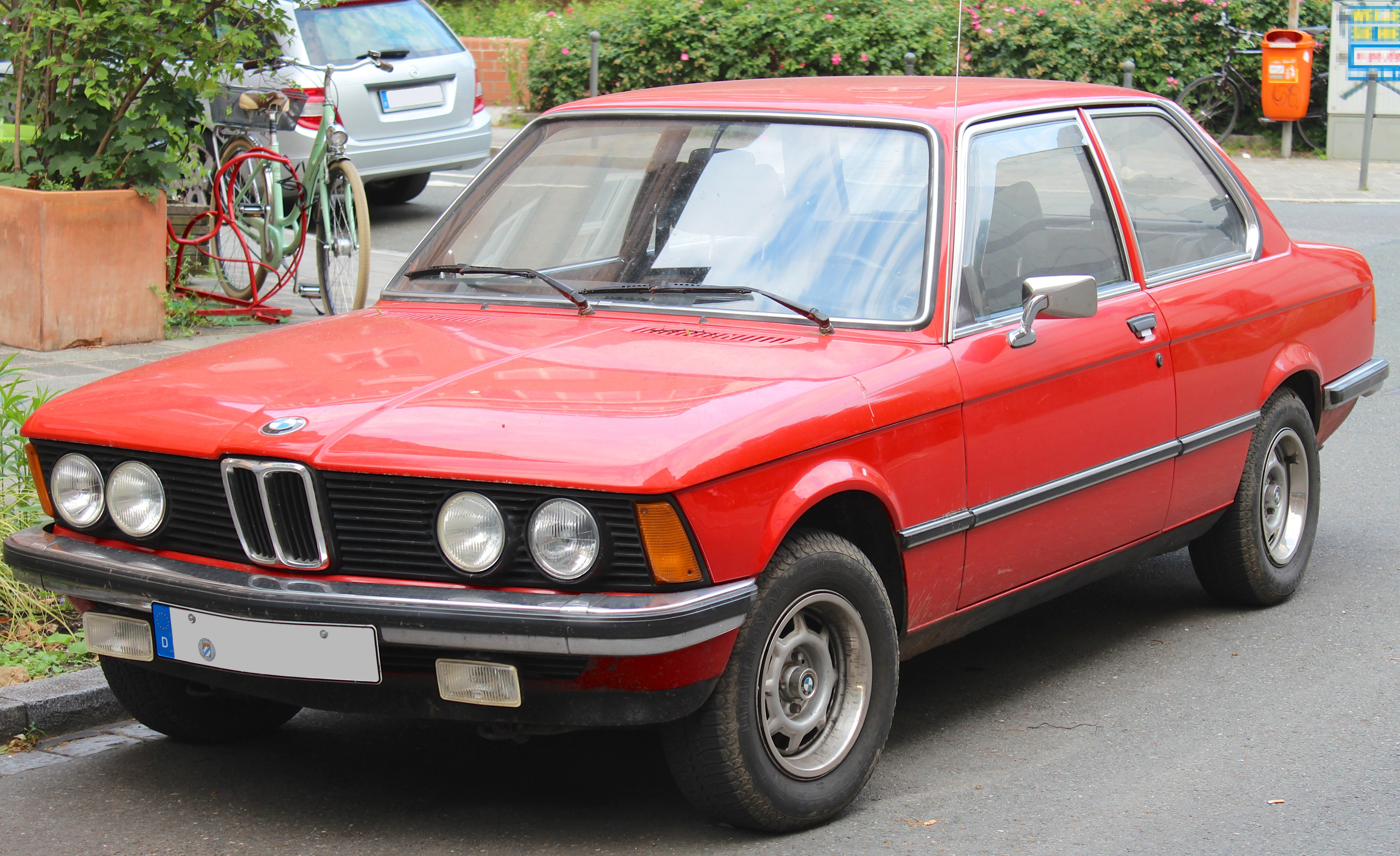
BMW 320 (E21)

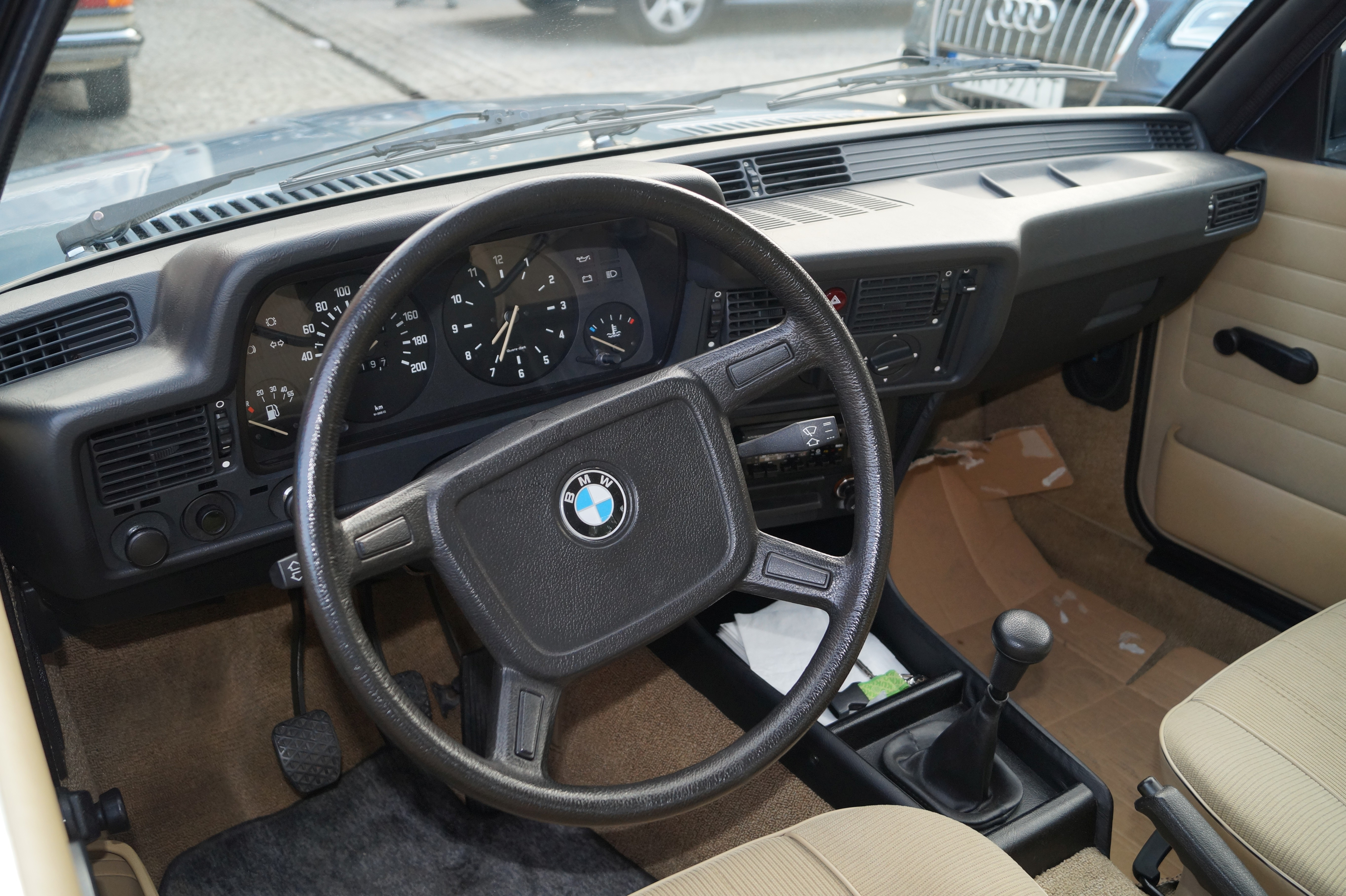

Дизайн E21 походить від Поля Брака, який вже намалював першу 5-серію BMW E12. Перші моделі E21 поставлялися без чорної пластикової панелі між задніми ліхтарями. Протести клієнтів з приводу рідкісної задньої частини (у попередника все ще був номерний знак, встановлений між фарами) спонукали BMW запровадити гофровану задню панель у серійне виробництво в серпні 1975 року, через чотири місяці після початку виробництва.
Автомобілі з «маленькими» чотирициліндровими двигунами (315, 316, 318 і 318i) також зовні відрізняються від варіантів 320, 320i і 323i. Вони мають індивідуальні круглі фари діаметром 7" (приблизно 178 мм), деякі з яких оснащені двонитковими лампами R2 або галогенними лампами H4, залежно від версії моделі та року випуску. Моделі від BMW 320 і далі оснащені подвійними 5 3/4" (приблизно 146 мм), оснащеними великими круглими фарами; шестициліндрові моделі можна впізнати за типовою табличкою на решітці радіатора. BMW 323i з уприскуванням у впускний колектор K-Jetronic — єдиний варіант із двома вихлопними трубами ззаду та ліворуч. Буква «i» після комбінації цифр означає «injection», тобто впорскування через впускний колектор — моделі без «i» мають карбюратори. Моделі від 316 до 323i опціонально оснащувалися триступеневою автоматичною коробкою передач від ZF.
У вересні 1978 року чорну основу під хромованою табличкою було відмінено. Передні сидіння, взяті з BMW 02, були замінені новими конструкціями, в яких, серед іншого, пряжки ременів кріпляться до рами сидінь. Вихлопна труба на 316-320 більше не була зігнута до центру автомобіля, тепер вихлопна труба мала те саме положення, що й лівий вихлоп на 323i – далі від номерного знака.
Maserati створила модель Biturbo 1981 року на основі концепції BMW 3 серії.
BMW E21 увійшов до видання П'ятдесят автомобілів, які змінили світ Лондонського музею дизайну.

### Підтяжка обличчя

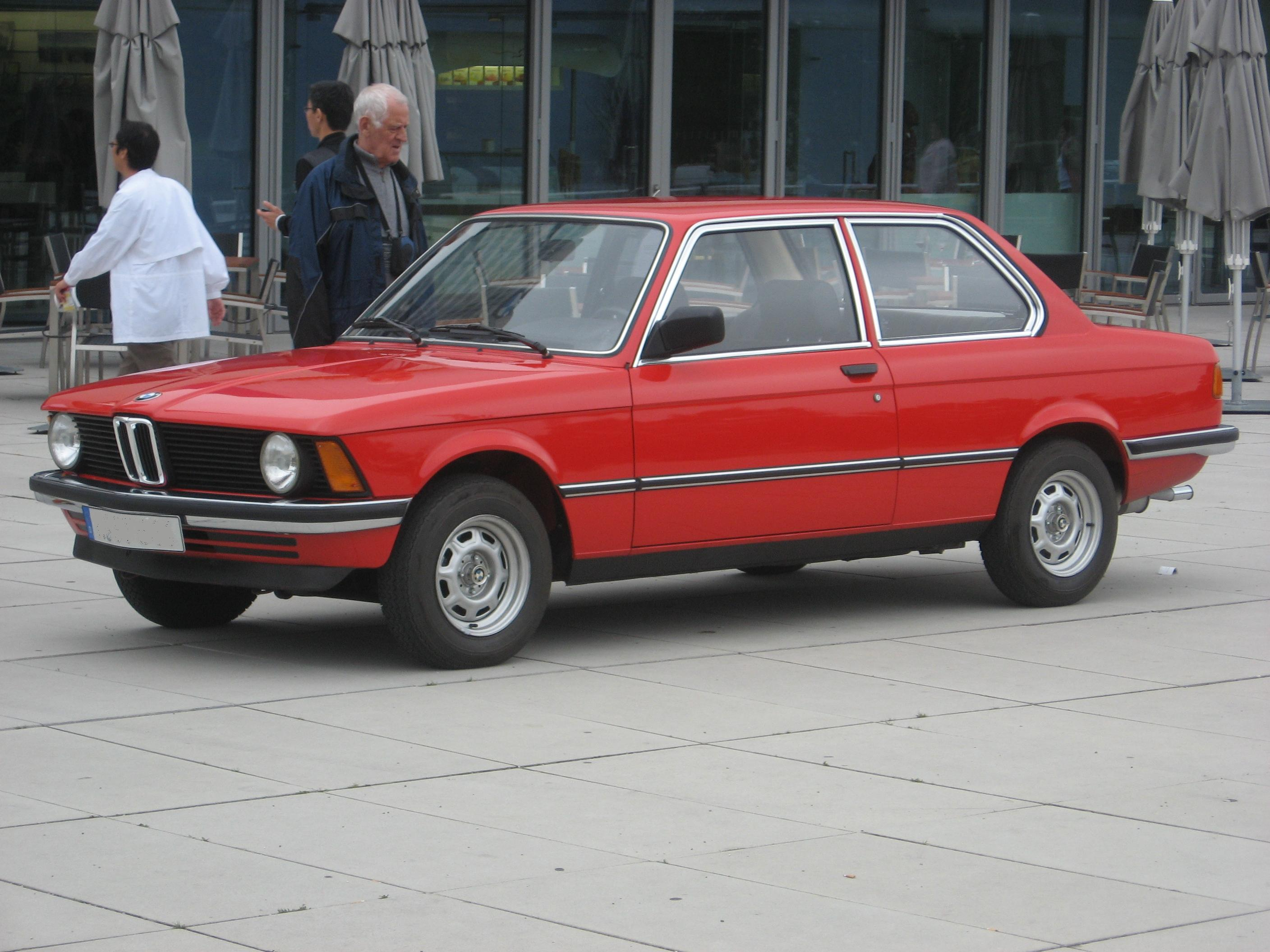
BMW 316 (E21)

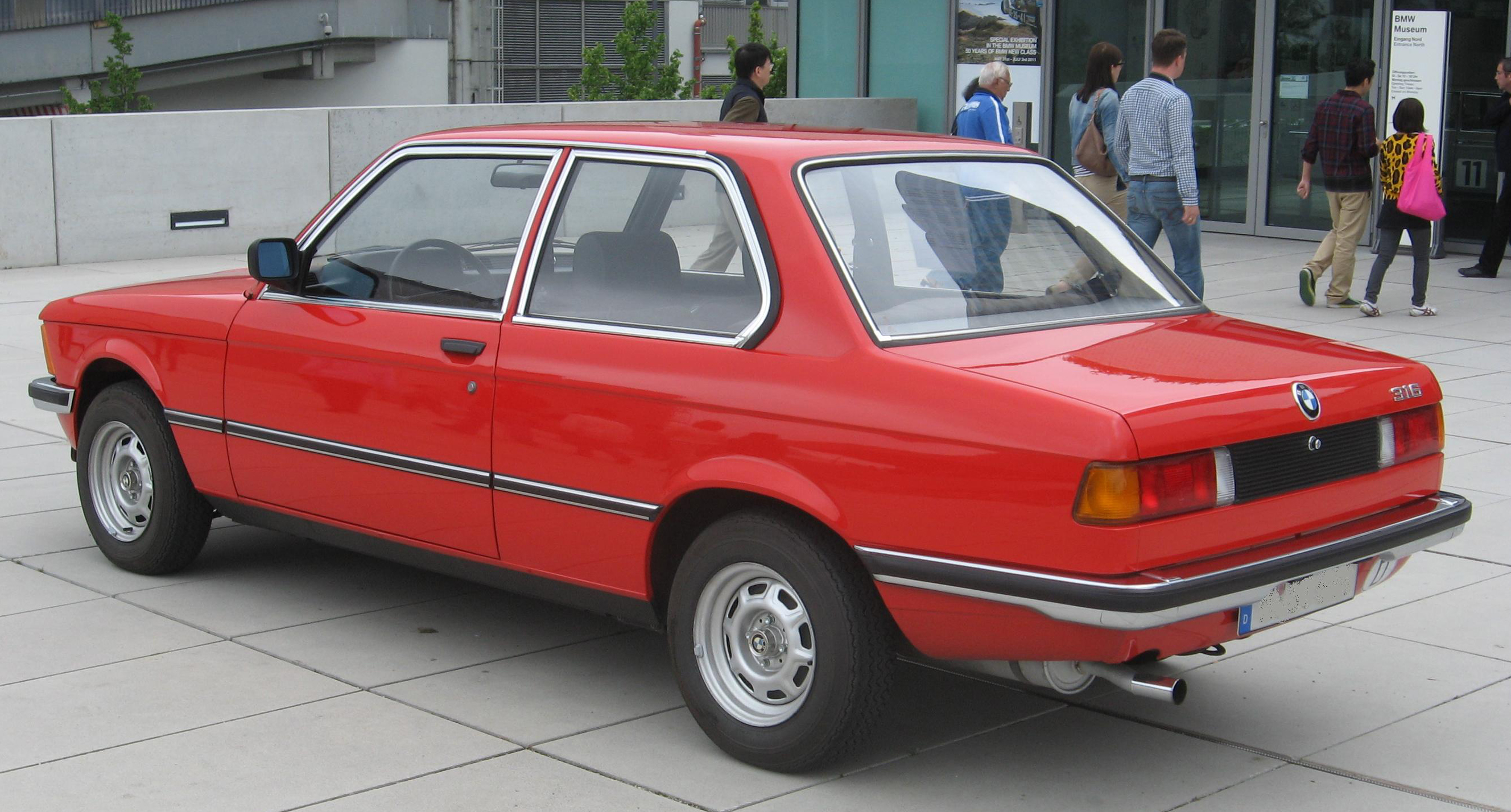
BMW 316 (E21)

У рамках реконструкції в серпні 1979 року (модельний рік 1980) всі задні ліхтарі BMW 3 серії були перекомпоновані з вбудованими задніми протитуманними ліхтарями, залежно від комплектації. Замість хромованих зовнішніх дзеркал тепер були зовнішні дзеркала з чорного пластику (з електрорегулюванням, за винятком 315), які вже кріпилися не на панелі дверей, а в так званому дзеркальному трикутнику.
Передній фартух був модифікований і оснащений спойлером більшого розміру, кулер був перенесений на передню маску, так що в 6-циліндрових моделях знайшлося місце для вентилятора з клиноремінним приводом (раніше з електроприводом). Вихлопна система також була переглянута.
Всередині моделі мали оновлену центральну консоль із розташованим по центру круглим перемикачем аварійної сигналізації та зміненими елементами керування обігрівачем. Ручка перемикання передач отримала візерунок з оргскла.
До 1980 модельного року включно існував лише один варіант салону для BMW E21. Починаючи з модельного року 1981, різні двигуни відрізнялися декількома деталями інтер’єру: починаючи з модельного року 1981, шестициліндрові моделі отримали якісніші оббивні тканини та більш складні дверні панелі з тканинними вставками, тоді як обсяг обладнання 315 був зменшений. Усі моделі, починаючи з BMW 320, мають стандартний тахометр замість годинника.
Різні заходи щодо скорочення витрат були вжиті з базовим варіантом 315, який був представлений у квітні 1980 року і пропонувався паралельно з наступною моделлю, E30, до середини 1984 року. 315, серед іншого, має лише одне зовнішнє дзеркало з механічним регулюванням у стандартній комплектації, полицю для речей, покриту штучною шкірою (у всіх інших моделях тут був килим), відсутність бічних кишень для карт на панелях дверей, бампери з видимими з’єднувальними гвинтами та замість Галогенні фари H1/H4, фари з подвійними нитками R2 - Лампочки.
Найяскравішою відмінною рисою 315 зовні була рама бічних вікон, пофарбована в матовий чорний колір, кришки з полірованого алюмінію були опущені (виняток: заднє вікно вентиляційного отвору як додаткова додаткова функція, у цьому випадку рами бічних вікон були розроблені як на моделях від 316 до 323i). Єдиним хромованим оздобленням збоку були смуги віконних прорізів, дощові жолоби та хромовані вставки в смугах захисту від ударів. 315 коштував 15 850 німецьких марок із заводу в 1981 році (відповідно до сьогоднішньої купівельної спроможності 18 300 євро).
Для деяких експортних ринків 315 також тимчасово оснащувався двигуном 318i і поставлявся під назвою «318i Bavaria».

## Модифікації
Модельний ряд для Європи:
- 1981-1983 315 — 1.6 л BMW M10B16, 75 к.с. (55 кВт), 15 850 DM (1981)
- 1975-1979 316 — 1.6 л BMW M10B16, 90 к.с. (66 кВт), 13 980 DM (1975)
- 1980-1983 316 — 1.8 л BMW M10B18, 90 к.с. (67 кВт), 16 950 DM (1980)
- 1975-1980 318 — 1.8 л BMW M10B18, 98 к.с. (72 кВт), 14 850 DM (1975)
- 1981-1983 318i — 1.8 л BMW M10B18, 105 к.с. (77 кВт), 18 800 DM (1980)
- 1975-1977 320 — 2.0 л BMW M20B20, 123 к.с. (80 кВт), 15 880 DM (1975)
- 1977-1983 320i — 2.0 л BMW M20B20, 125 к.с. (92 кВт), 17 980 DM (1975)
- 1978-1983 323i — 2.3 л BMW M20B23, 143 к.с. (105 кВт), 20 350 DM (1977)

Решта країн світу
- 1976-1979 320i — 2.0 л BMW M10B20, 110 к.с. (82 кВт)
- 1980-1983 320i — 1.8 л BMW M10B18, 100 к.с. (75 кВт)